# Shenzhen
För andra betydelser, se Shenzhen (olika betydelser).
Shenzhen, tidigare även känt som Shumchün eller Sumtsun, är en subprovinsiell stad i provinsen Guangdong i sydöstra Kina. Folkmängden ökar snabbt och uppgick till cirka 17,5 miljoner invånare vid folkräkningen 2020. 
Den ligger i ett brett bälte flera mil längs kusten direkt norr om New Territories i Hongkong, cirka 40 minuter med tåg eller med tunnelbana en timme från Hongkongs centrum.

## Historia
Shenzhen grundades av Deng Xiaoping år 1979 som en ekonomisk frizon och alternativ till Hongkong. 1979 bestod området av landsbygd och några byar, till exempel Futian och Shekou, som idag har växt in i storstaden, och numera är Shenzhen folkrikare än grannen i söder. Liksom i Hongkong fyller man ut stora områden av havet för att vinna land. Det går nu en bro från stadsdelen Nanshan till Hongkong (cirka 1 timmes restid inkl passkontroll).

## Administrativ indelning
Shenzhen är en stad på subprovinsiell nivå och är indelat i tio stadsdistrikt, shixiaqu.
| Shenzhen             | Shenzhen            | Shenzhen            | Shenzhen            | Shenzhen          | Shenzhen  | Shenzhen                      |
| -------------------- | ------------------- | ------------------- | ------------------- | ----------------- | --------- | ----------------------------- |
| 1 2 3 4 5 6 7 8 9 10 |                     |                     |                     |                   |           |                               |
| Nr                   | Namn                | Kinesiska           | Pinyin              | Befolkning (2020) | Yta (km²) | Befolknings- täthet (inv/km²) |
| Stadskärnan          | Stadskärnan         | Stadskärnan         | Stadskärnan         | 4 707 077         | 418       | 11 261                        |
| 1                    | Futian              | 福田区              | Fútián qū           | 1 553 225         | 79        | 19 749                        |
| 2                    | Luohu               | 罗湖区              | Luóhú qū            | 1 143 801         | 79        | 14 524                        |
| 3                    | Nanshan             | 南山区              | Nánshān qū          | 1 795 826         | 186       | 9 682                         |
| 4                    | Yantian             | 盐田区              | Yántián qū          | 214 225           | 75        | 2 856                         |
| Utanför stadskärnan  | Utanför stadskärnan | Utanför stadskärnan | Utanför stadskärnan | 12 787 321        | 1 574     | 8 124                         |
| 5                    | Bao'an              | 宝安区              | Bǎo'ān qū           | 4 476 554         | 398       | 11 237                        |
| 6                    | Longgang            | 龙岗区              | Lónggǎng qū         | 3 979 037         | 388       | 10 260                        |
| 7                    | Guangming           | 光明区              | Guāngmíng qū        | 1 095 289         | 155       | 7 046                         |
| 8                    | Pingshan            | 坪山区              | Píngshān qū         | 551 333           | 167       | 3 301                         |
| 9                    | Longhua             | 龙华区              | Lónghuá qū          | 2 528 872         | 176       | 14 403                        |
| 10                   | Dapeng              | 大鹏新区            | Dàpéng xīn qū       | 156 236           | 295       | 530                           |
| Totalt               | Totalt              | Totalt              | Totalt              | 17 494 398        | 1 992     | 8 782                         |

Dessa distrikt var 2020 indelade i 74 stadsdelsdistrikt (jiedao).

## Befolkning
Stadens befolkning ökar mycket snabbt. 
| År   | Befolkning (Folkräkning 1 nov) |
| ---- | ------------------------------ |
| 2000 | 7 008 831                      |
| 2010 | 10 358 381                     |
| 2020 | 17 494 398                     |

## Klimat

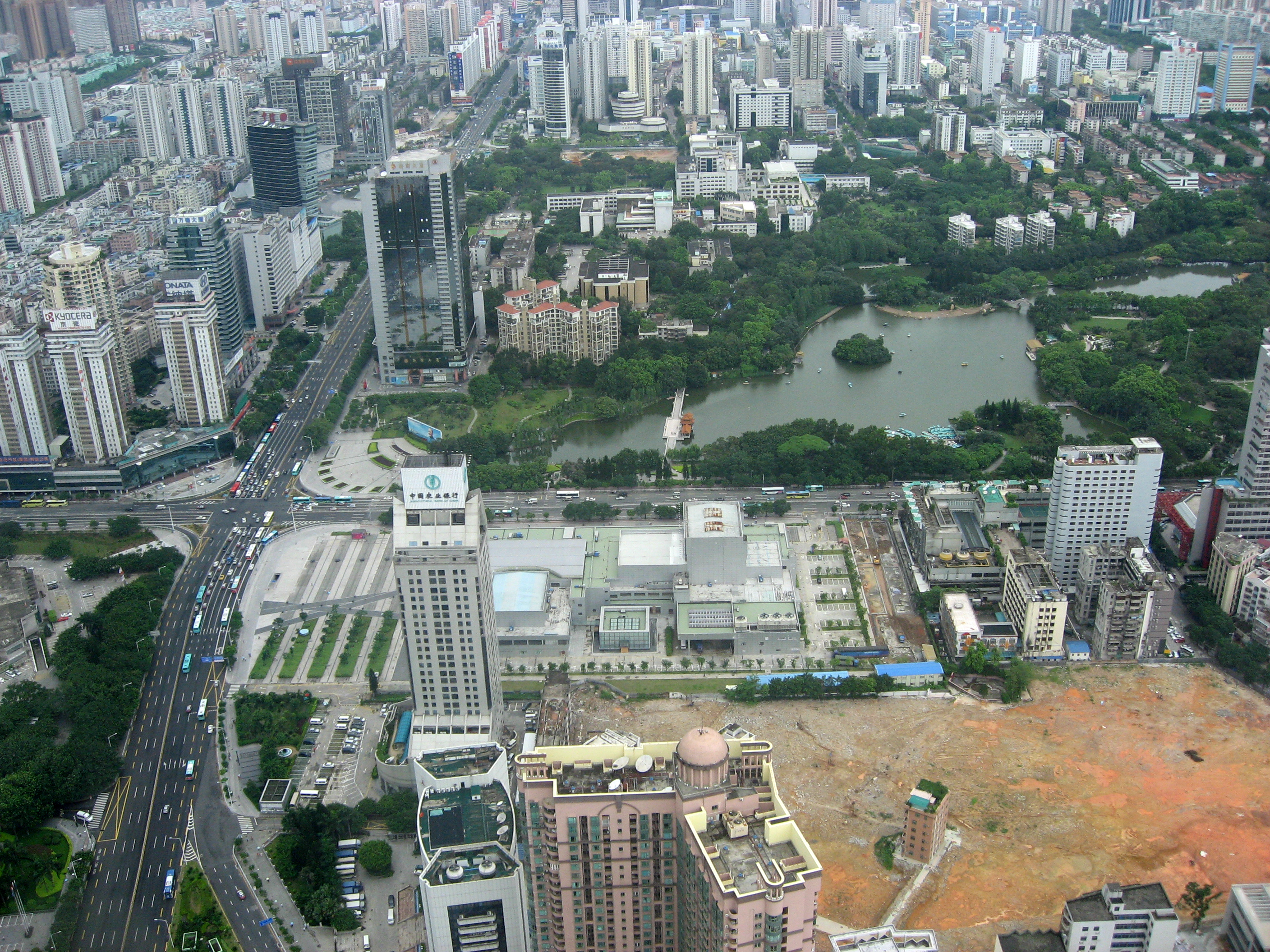
Lychee parken i centrala Shenzhen, en stor skylt vid vägkorsningen visar stadens grundare, Deng Xiaoping.

Shenzhen ligger i Kräftans vändkrets och har ett fuktigt subtropiskt klimat (Köppens system: Cwa). Vintrarna är milda och relativt torra, delvis tack vare Sydkinesiska havet. Våren börjar ganska torrt, men mot april ökar regnmängden, och regnsäsongen håller ofta i sig till mitten på oktober månad. Monsunregnet når sin topp under sommarmånaderna, när temperaturen även är som högst. Den årliga nederbörden är ofta över 1 900 millimeter, av vilken en del levereras i form av tyfoner som kommer in från öst under sommaren och tidig höst.
|                                            | Jan  | Feb  | Mar  | Apr   | Maj   | Jun   | Jul   | Aug   | Sep   | Okt  | Nov  | Dec  |
| ------------------------------------------ | ---- | ---- | ---- | ----- | ----- | ----- | ----- | ----- | ----- | ---- | ---- | ---- |
| Normaldygnets maximitemperaturs medelvärde | 19,7 | 19,7 | 22,7 | 26,3  | 29,3  | 31,1  | 32,2  | 32,0  | 31,2  | 28,9 | 25,1 | 21,5 |
| Normaldygnets minimitemperaturs medelvärde | 11,7 | 12,7 | 16,0 | 19,9  | 23,2  | 25,2  | 25,7  | 25,5  | 24,3  | 21,6 | 17,1 | 12,9 |
|                                            |      |      |      |       |       |       |       |       |       |      |      |      |
| Nederbörd                                  | 29,8 | 44,1 | 67,5 | 173,6 | 238,5 | 296,4 | 339,3 | 368,0 | 238,2 | 99,4 | 37,4 | 34,2 |

| Diagram | temperaturer i °C • månadsnederbörd i mm • Källa: 深圳市气象局 (Shenzhens kommunala meteorologiska byrå) 1971-2000 | temperaturer i °C • månadsnederbörd i mm • Källa: 深圳市气象局 (Shenzhens kommunala meteorologiska byrå) 1971-2000 | temperaturer i °C • månadsnederbörd i mm • Källa: 深圳市气象局 (Shenzhens kommunala meteorologiska byrå) 1971-2000 | temperaturer i °C • månadsnederbörd i mm • Källa: 深圳市气象局 (Shenzhens kommunala meteorologiska byrå) 1971-2000 | temperaturer i °C • månadsnederbörd i mm • Källa: 深圳市气象局 (Shenzhens kommunala meteorologiska byrå) 1971-2000 | temperaturer i °C • månadsnederbörd i mm • Källa: 深圳市气象局 (Shenzhens kommunala meteorologiska byrå) 1971-2000 | temperaturer i °C • månadsnederbörd i mm • Källa: 深圳市气象局 (Shenzhens kommunala meteorologiska byrå) 1971-2000 | temperaturer i °C • månadsnederbörd i mm • Källa: 深圳市气象局 (Shenzhens kommunala meteorologiska byrå) 1971-2000 | temperaturer i °C • månadsnederbörd i mm • Källa: 深圳市气象局 (Shenzhens kommunala meteorologiska byrå) 1971-2000 | temperaturer i °C • månadsnederbörd i mm • Källa: 深圳市气象局 (Shenzhens kommunala meteorologiska byrå) 1971-2000 | temperaturer i °C • månadsnederbörd i mm • Källa: 深圳市气象局 (Shenzhens kommunala meteorologiska byrå) 1971-2000 | temperaturer i °C • månadsnederbörd i mm • Källa: 深圳市气象局 (Shenzhens kommunala meteorologiska byrå) 1971-2000 |
|         | 30 20 12 | 44 20 13 | 68 23 16 | 174 26 20 | 239 29 23 | 296 31 25 | 339 32 26 | 368 32 26 | 238 31 24 | 99 29 22 | 37 25 17 | 34 22 13 |